# 267 Pułk Strzelecki NKWD
267 Pułk Strzelecki NKWD – jeden z pułków piechoty podległy operacyjnie 64 Zbiorczej Dywizji Wojsk Wewnętrznych Ludowego Komisariatu Spraw Wewnętrznych ZSRR.
W podległość operacyjną 64 DS WW NKWD wszedł rozporządzeniem nr 31521 z dnia 13 maja 1945.
Jego zadaniem była walka z oddziałami Armii Krajowej i innych polskich organizacji niepodległościowych.
Skład pułku w maju 1945 wyglądał następująco:
- sztab pułku - Białystok
- 1 batalion strzelecki - Białystok
- 2 batalion strzelecki - Bielsk Podlaski
- 3 batalion strzelecki - Grajewo
- pododdziały specjalne - Białystok

Rozkazem bojowym nr 0016 sztabu 64 DS WW NKWD z 16 maja 1945 otrzymał zadanie pozostania w dotychczasowych miejscach dyslokacji oraz obsługi operacyjnej województwa białostockiego. Podlegał operacyjnie starszemu instruktorowi bezpieczeństwa pułkownikowi Kirejewowi.